# 倉敷市立工業高等学校
倉敷市立工業高等学校（くらしきしりつこうぎょうこうとうがっこう）は、岡山県倉敷市田ノ上に所在する市立の高等学校。夜間部の定時制課程で、機械科と電気科を設置している。修業年限は4年である。

## 教育方針
教育基本法ならびに学校教育法に則り，定時制高校の特殊性と地域性を生かし，躍進する科学技術に即応するための基礎学力を培うとともに，人間性の陶冶につとめ，心身ともに健全な実践力のある工業人の育成を図る。
- 勤労を愛し 「働きかつ学ぶ」 の誇りを堅持させる。
- 健康明朗にしてたえず思考力と実践力を磨かせる。
- 学問を尊び，正義を愛させる。
- 責任感と協調性を体得させる。
- 個人の完成を目指して，情操を豊かにさせる。

## 沿革
- 1949年4月1日 - 岡山県立倉敷工業高等学校に昼間部定時制課程を認可され、機械科及び電気科の2科を置く。
- 1949年8月31日 - 岡山県倉敷老松高等学校に改称。
- 1951年4月1日 - 岡山県倉敷市立阿知高等学校に改称。
- 1953年4月1日 - 岡山県倉敷市立工業高等学校と改称せられる。
- 1957年4月1日 -本年度入学生より夜間授業となる。
- 1962年4月10日 - 完全給食を開始する。
- 1964年8月27日 - 第11回全国高校定時制軟式野球大会において全国優勝する。
- 1965年2月1日 - 校歌を制定する。
- 1965年8月27日 - 第12回全国高校定時制軟式野球大会において二連覇を達成する。
- 1966年5月27日 - 三菱重工業株式会社水島自動車製作所技能者養成所との連携教育認可される。
- 1966年11月1日 -毎年11月1日を開校記念日とする。
- 1968年4月16日 -住友重機械工業株式会社玉島製造所訓練所との連携教育認可。
- 1968年6月30日 -本校新築校舎（管理棟、教室等2097㎡）竣工する。
- 1972年11月15日 -文部大臣より昭和46年度全国給食優良学校として表彰される。
- 1998年10月12日 ‐校訓碑建立
- 1998年11月1日 ‐創立50周年記念式典を行う。
- 2008年11月2日 -創立60周年記念式典を行う。
- 2015年8月14日 -平成27年度全国高等学校定時制通信制体育大会第50回陸上競技大会において男子100ｍ走において全国優勝する。
- 2016年8月13日 -平成28年度全国高等学校定時制通信制体育大会第51回陸上競技大会において男子100ｍ走、男子4×100ｍリレーにおいて全国優勝する。（男子100m走は2連覇）

- 令和元(2019)年11月1日　創立70周年記念式典を行う。

## 基礎データ

### 所在地
- 岡山県倉敷市田ノ上716-1

### アクセス
- JR山陽本線倉敷駅徒歩15分

## 学校行事
- 4月 - 始業式、入学式
- 5月 - 球技大会、中間考査
- 6月 - 校内生活体験発表会
- 7月 - 期末考査、終業式
- 8月 - 全国高等学校定時制通信制体育大会
- 9月 - 始業式
- 10月 - 中間考査、市工祭（体育の部）
- 11月 - 市工祭（文化の部）
- 12月 - 期末考査、終業式
- 1月 - 始業式、課題研究発表会
- 2月 - 「総合的な学習の時間」発表会、期末考査
- 3月 - 終業式、卒業式

## 部活動

### 運動部
- 軟式野球
- 陸上競技
- 卓球
- 柔道
- バスケットボール
- バドミントン
- 剣道

### 文化部
- 写真
- 情報技術
- 社会問題研究
- 機械製作

## 著名な教職員・関係者
- 山﨑慶一 - 軟式野球部元監督